# Stowarzyszenie Twórców Grafiki Użytkowej
Stowarzyszenie Twórców Grafiki Użytkowej (STGU) – istniejące od 2004 roku stowarzyszenie osób i podmiotów zajmujących się zawodowo komunikacją wizualną i projektowaniem graficznym. Skupia aktywnych twórców oraz przedstawicieli pokrewnych branż przemysłu kreatywnego. STGU jest członkiem Icograda (ang. International Council of Design – Międzynarodowa Rada Stowarzyszeń Grafików Projektantów).

## Władze
1. Walne Zebranie członków Stowarzyszenia
2. Zarząd Stowarzyszenia, w którego skład wchodzi od trzech do siedmiu osób.
3. Komisja rewizyjna Stowarzyszenia, organ nadzoru i kontroli całokształtu działalności Stowarzyszenia. W jej skład wchodzą trzy osoby.

Zarząd i Komisja Rewizyjna powoływane są przez Walne Zebranie, ich kadencja trwa trzy lata. Skład Zarządu: Lena Pianovska, Anna Nowokuńska-Maksymiuk, Bożena Cichecka, Marcin Matuszak. Skład Komisji Rewizyjnej: Andrzej Budek, Marcin Wolny, Krzysztof Kozak.

## Członkowie
Stowarzyszenie tworzą członkowie zwyczajni oraz honorowi. O przyjęciu członka zwyczajnego decyduje zarząd Stowarzyszenia na podstawie weryfikacji nadesłanego zgłoszenia. Kryterium oceny to w przypadku czynnych zawodowo projektantów portfolio projektów, w innych – dorobek naukowy, publikacje i inna działalność w sferze projektowania i przemysłów kreatywnych. Członkostwo honorowe nadawane jest przez walne zebranie na wniosek zarządu.
Członkowie honorowi STGU: Mirosław Adamczyk, Jan Bokiewicz, Maciej Buszewicz, Lex Drewiński, Roman Duszek, Czesława Frejlich, Aleksandra Giza, Roman Kalarus, Michał Kliś, Piotr Kunce, Lech Majewski, Marian Oslislo, Bogna Otto-Węgrzyn, Władysław Pluta, Marian Słowicki, Karol Śliwka, Andrzej Tomaszewski, Mieczysław Wasilewski, Michał Warda.

## Historia

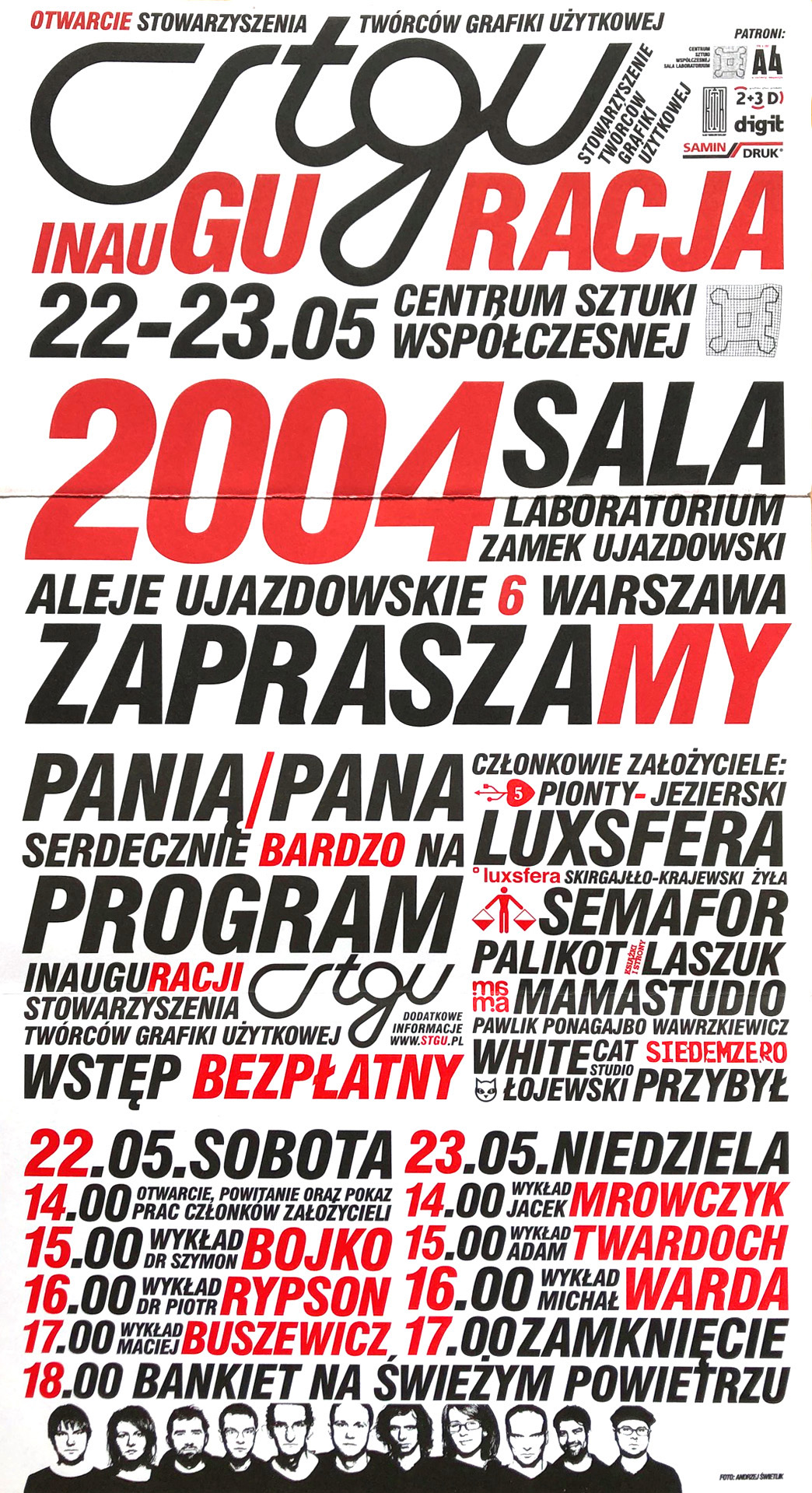
Inauguracja STGU – ulotka informacyjna, 2004 r.

STGU powstało podczas spotkania inauguracyjnego 22–23 maja 2004 r.
Założycielami i pierwszymi członkami byli: Studio Bakalie (Katarzyna Grupińska, Magdalena Małczyńska-Umeda, Elżbieta Skrzypek), Jan Aleksander Bersz, Jakub Jezierski, Grzegorz Laszuk, Luxsfera (Kasper Skirgajłło-Krajewski, Monika Żyła), Semafor (Marek Rzadkowski), Mama Studio (Michał Pawlik, Magdalena Ponagajbo, Rene Wawrzkiewicz), Paweł Palikot, Paweł Piotr Przybył, Whitecat (Michał Łojewski), Michał Warda.
W Zarządzie zasiadali m.in.: Rene Wawrzkiewicz, Magda Małczyńska-Umeda, Grzegorz Laszuk, Michał Łojewski, Dawid Korzekwa (Prezes 2007-2018), Paweł Krzywda Maciej Konopka, Jakub Jezierski, Paweł Batyra, Magdalena Frankowska, Lena Mitkowa, Filip Tofil, Mateusz Machalski, Tomasz Bilak, Borys Kosmynka.
W 2018 r. Zarząd zrezygnował z funkcji Prezesa.

## Projekty

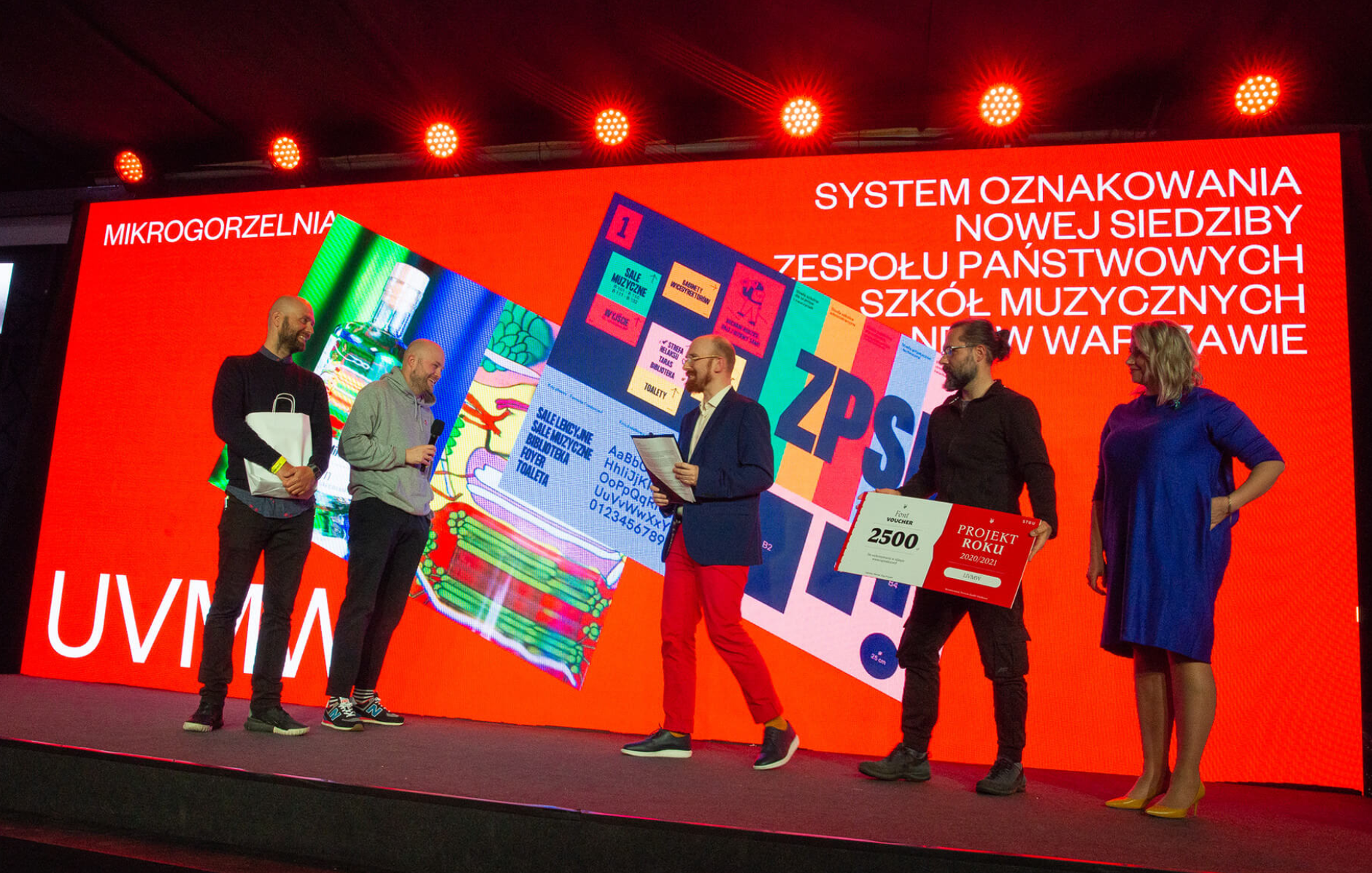
Gala Projektu Roku, 2020/2021

- Doroczna Wystawa Prac Członków STGU[16][17][18][19] w latach 2005–2009.
- Wykłady „Projektowanie książek” 2007–2008 r. (kuratorka: Magda Frankowska). W Warszawie odbyły się trzy edycje międzynarodowych wykładów: polsko-brytyjska[20], polsko-szwedzka[21] i polsko-szwajcarska[22]. Organizacja wykładów była możliwa dzięki współpracy STGU z Instytutem Książki, British Council, Szwajcarską Fundacją dla Kultury Pro Helvetia, oraz Ambasadą Szwecji.
- Wykład i warsztaty ze studentami Irmy Boom(inne języki) „Boom Books"[23], 2009 r. (kuratorzy: Magda i Artur Frankowscy) Partnerami projektu byli:  Ambasada Królestwa Niderlandów w Warszawie i Muzeum Sztuki Nowoczesnej w Warszawie.
- Gala Projektu Roku, 2020/2021STGU Projekt Roku[24][25][26][27]. Konkurs powołany do życia w 2010 r. przez Rene Wawrzkiewicza i od tego czasu corocznie (z wyjątkiem 2015–2016) analizuje najbardziej przełomowe realizacje twórców grafiki użytkowej w Polsce. Jury przyznaje nagrody i wyróżnienia w siedmiu kategoriach: Forma, Idea, Impakt, Projektowanie zrównoważone, Instytucje, Świeża krew, AI jako narzędzie. Spośród zwycięzców i wyróżnionych w kategoriach podstawowych jury wybiera najlepsze Studio / Projektanta oraz Projekt Roku. Laureaci otrzymują medal, którego kształt został zainspirowany ołówkiem (przekrój). Pomysłodawczynią tego symbolu i projektantką logo jest Ula Krzyżak. Formę przestrzenną opracował Krzysztof Smaga[28]. Zwieńczeniem konkursu jest Gala[29][30], na której można poznać laureatów.
- STGU na Chłodnej 25[11], 2010 r. (kurator: Rene Wawrzkiewicz); cykl spotkań, prezentacji i dyskusji z grafikami młodego i średniego pokolenia.

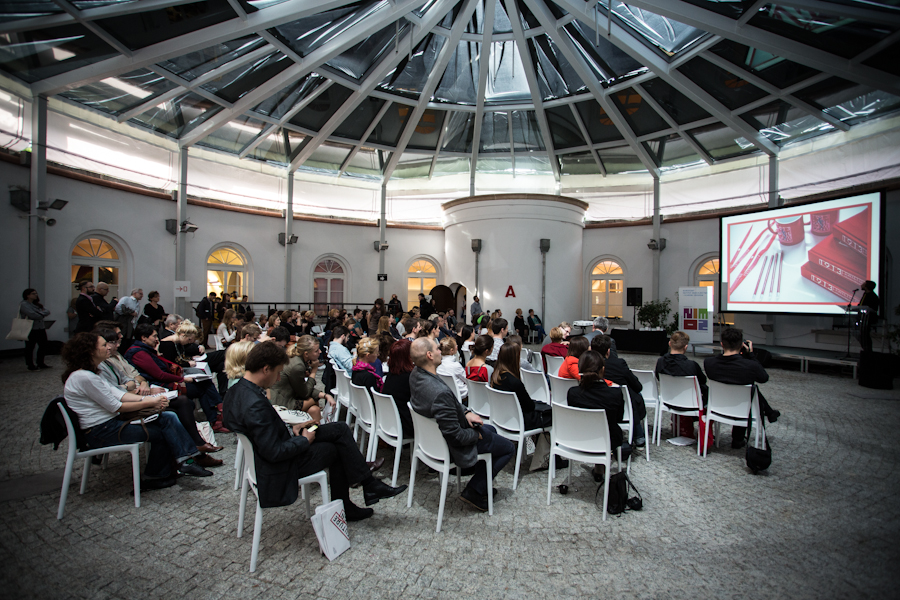
Targi Wiedzy Graficznej – Future in design, 2013 r.

- Targi Wiedzy Graficznej – Future in design, 2013 r.Targi Wiedzy Graficznej (TWG); 2011–2014 r. Formuła edukacyjna łącząca indywidualne konsultacje, profesjonalne projekty z serią wydarzeń przeznaczonych dla szerokiej publiczności, np. wykłady prowadzone przez krytyków i historyków designu z różnych części Europy, warsztaty dla studentów i profesjonalistów, prezentacje portfolio[31][32][33][34].
- „Dizajn dla wolności – wolność w dizajnie. Polskie projektowanie graficzne 1981-2011”[35][36] (kuratorzy: Rene Wawrzkiewicz, Agata Szydłowska) Wystawa w Tokio (2011 r.), Berlinie (2012 r.), Sztokholmie (2012 r.) i Baku (2012 r.) w ramach Polskiej Prezydencji 2011 r. Wystawa pokazywała polskie projektowanie graficzne okresu gwałtownych przemian politycznych, gospodarczych i społecznych.
- MY2012[37][38]; 2012–2013 r. (kuratorzy: Rene Wawrzkiewicz i Michał Aniempadystaŭ(inne języki)). Konkurs i wystawa polsko-białoruskiej grafiki projektowej, której celem było pokazanie treści i obrazów pomagających Polakom i Białorusinom lepiej się zrozumieć – przełamujących stereotypy, dostarczających nowej wiedzy oraz poszerzających świadomość o tożsamości.
- Design dla bibliotek[39] 2012 r. Projekt „kierunek: biblioteka” został zrealizowany przez STGU w ramach Programu Rozwoju Bibliotek[40]. Propozycja autorstwa Motor Studio[41] wygrała konkurs, który był poprzedzony analizą oraz spotkaniami z bibliotekami w całej Polsce. Powstała bezpłatna identyfikacja wizualna, system oznakowania wraz z praktycznym przewodnikiem dla bibliotekarzy. Przykłady wdrożenia: Biblioteka Publiczna Radziechowy-Wieprz[42] czy Biblioteka Publiczna Miasta Gniezna[43].
- Polish Illustration Focus. Where I Come From.[44] 31 sierpnia – 8 września 2013 r. Berlin. Projekt był wspólnym przedsięwzięciem STGU, Fundacji Współpracy Polsko-Niemieckiej, Illustrative, Fundacji ILLO. Polska ilustracja współczesna była gościem honorowym festiwalu Illustrative w Berlinie. W ramach 6. edycji pokazane zostały prace 190 artystów, a podczas Polish Illustration Focus, można było zobaczyć prace ponad 30 artystów z naszego kraju.
- Muzeum Widzialne[45] Konkurs zainaugurowany w 2013 r.[46] przez STGU, Narodowy Instytut Muzealnictwa i Ochrony Zbiorów oraz Stowarzyszenie Muzealników Polskich, do którego zostały zaproszone wszystkie muzea, bez względu na ich profil działania czy formę organizacyjną, jak i grafików projektujących dla muzeów. Założeniem projektu jest popularyzacja najlepszych systemów identyfikacji wizualnej i rozwiązań graficznych wdrożonych przez muzea.

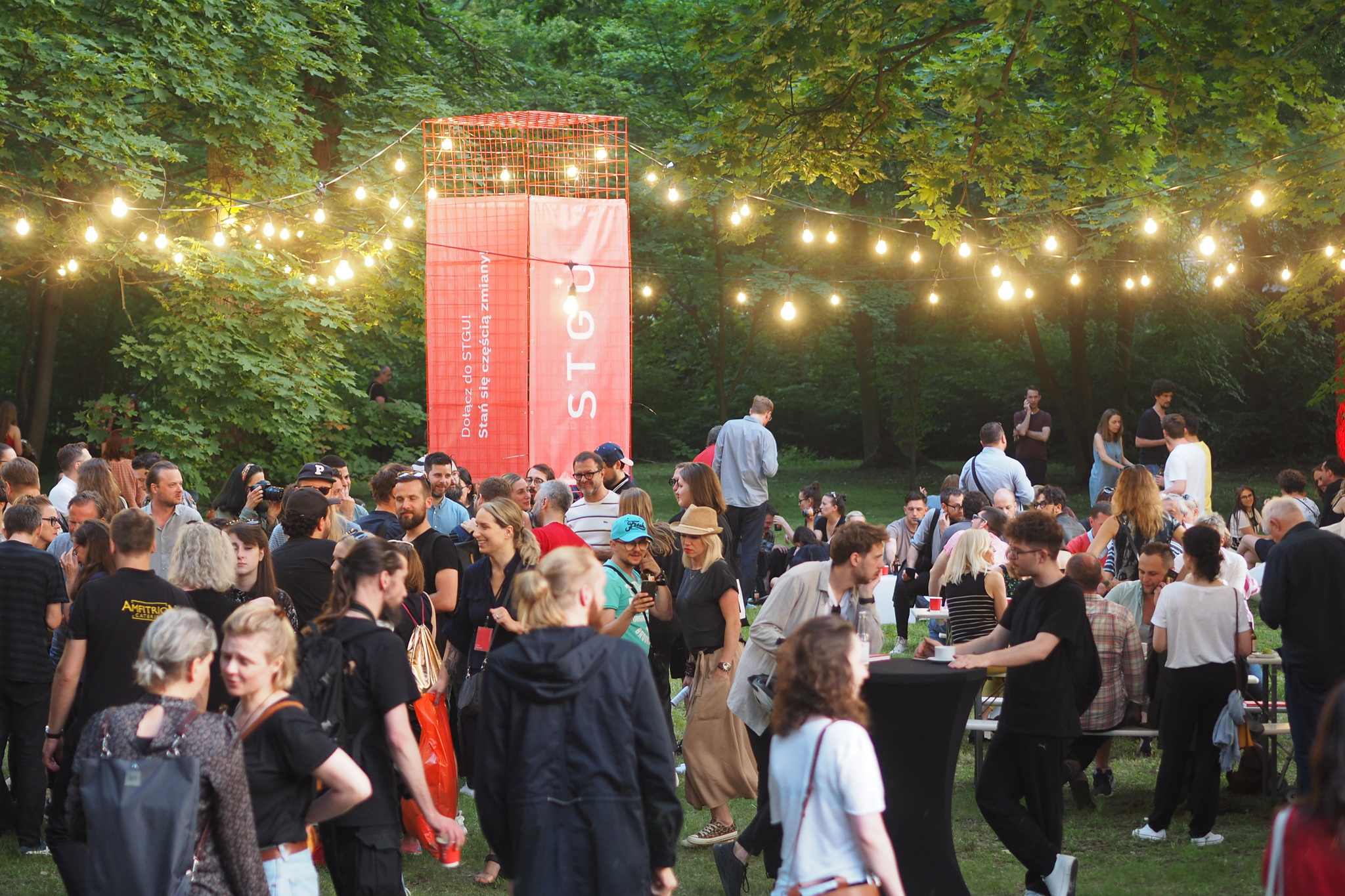
Otwarcie European Design Festival, Muzeum Plakatu w Wilanowie, 2019 r.

- Otwarcie European Design Festival, Muzeum Plakatu w Wilanowie, 2019 r.European Design Awards (EDA)[47] 2019 r. STGU jako współorganizator (Mateusz Machalski) było odpowiedzialne za otwarcie European Design Festival w Muzeum Plakatu w Wilanowie. Została przygotowana wystawa (wernisaż otwierał Festiwal) polskich plakatów pt. „123 polskie plakaty, które warto znać”[48], wydana publikacja i zorganizowane garden party w ogrodzie należącym do muzeum.
- STGU CatchUp[49][50] 2020 r. Wcześniej pod nazwą STGU Asks. Lena Pianovska zainicjowała powstanie podcastu video skierowanego do środowiska kreatywnego, z udziałem zaproszonych autorytetów w dziedzinach projektowych. Podcast jest prowadzony regularnie, a Lena Pianovska jest jego główną prowadzącą.
- Jaki znak nasz?[51][52][53][54] 2020 r. Rozmowa panelowa, której założeniem było i jest pobudzenie dyskusji o polskim herbie oraz identyfikacji wizualnej naszego państwa[55]. Do dyskusji został zaproszony: Adam Twardoch, Marcin Władyka i Andrzej-Ludwik Włoszczyński. Całość, moderowana przez Mateusza Machalskiego, została podzielona na 4 bloki tematyczne, z których każdy poświęcony był innym aspektom uspójnienia komunikacji wizualnej. Spójna, przemyślana komunikacja jest konieczna – zarówno z punktu widzenia obywateli państwa, budowania autorytetu aparatu państwowego, jak i ze względów budżetowych.
- Poster Play Mikro Fest[56] 2 października 2021 r. (kurator: Filip Tofil). Międzynarodowy konkurs graficzny, którego celem było stworzenie maksymalnie 8-sekundowego wideo przeznaczonego do prezentacji w przestrzeni publicznej na nośnikach LCD. Prace stały się częścią ekspozycji poszukującej nowej estetyki reklamy. Wernisaż otwierał wystawę, którą można było podziwiać w centrum Warszawy oraz w wybranych centrach handlowych w innych miastach Polski.
- STGU Mentoring[57]. Program mentoringowy w środowisku projektantów graficznych, mający na celu wspieranie młodych projektantów, integrację środowiska i wymianę doświadczeń. Platforma do wzajemnej wymiany myśli, kreatywnych rozmów i szerzenia dobrych praktyk. Formuła spotkań 1/1.
- STGU Portfolio Review[58][59]. Konsultacje portfolio przeznaczone dla studentów, początkujących projektantów graficznych i wszystkich osób, które chciałyby zaprezentować i porozmawiać o swoim portfolio.
- Organizacja i współorganizacja konkursów. STGU jest zarówno organizatorem, jak i współorganizatorem tematycznych konkursów graficznych. STGU pomaga w opracowaniu briefu, w całości organizuje konkurs i zarządza jego komunikacją, ale także – nadzoruje wdrożenie projektu, tj. odbiera poszczególne część projektu. Pośredniczy w kontakcie między wykonawcą a zlecającym, pomaga w ustaleniu harmonogramu oraz udziela szeroko pojętego wsparcia technicznego. STGU organizowało i współorganizowało konkursy na:
  1. logo: dla Partnerstwa Wschodniego[60] (2011 r.), dla Prokuratury Generalnej (2011 r.)[61], na 60-lecie nawiązania stosunków dyplomatycznych pomiędzy Polską a Indiami (2013 r.)[62], na obchody 600-lecia nawiązania stosunków dyplomatycznych między Polską i Turcją (2013 r.)[63], dla polskiej prezydencji w Radzie Państw Morza Bałtyckiego (2014 r.)[64], dla Muzeum Azji i Pacyfiku (2014 r.)[65], dla Narodowego Muzeum Morskiego w Gdańsku (2014 r.)[66], na 25 lat podpisania polsko-niemieckiego traktatu o dobrym sąsiedztwie i przyjaznej współpracy (2015 r.)[67], dla Centrum Spotkań Kultur w Lublinie (2015 r.)[68], dla Zarządu Transportu Miejskiego w Warszawie (2017 r.)[69]
  2. logo i identyfikację wizualną dla: Filharmonia Łódzka[70] (2013 r.) Muzeum Narodowego we Wrocławiu[71] (2015 r.)[72], Muzeum Historycznego Miasta Gdańsk (2016 r.)[73], Uniwersytetu Muzycznego Fryderyka Chopina w Warszawie (2018 r.)[74], Muzeum Fotografii w Krakowie (2018 r.)[75], Muzeum Getta Warszawskiego w Warszawie (2019 r.)[76], Narodowego Instytutu Tańca i Muzyki w Warszawie (2019 r.)[77], Centrum Muzyki w Krakowie (2024 r.)[78]
  3. projekt System Informacji Miejskiej dla Krakowa (2017 r.)[79][80][81]
  4. plakat: Konkurs na plakat z okazji 90-lecia LOT (2018 r.)[82], Międzynarodowy Konkurs na Plakat z okazji 100-lecia Polskiego Komitetu Olimpijskiego (2019 r.)[83][84], Międzynarodowy konkurs na plakat poświęcony 30. rocznicy powołania Grupy Wyszehradzkiej (2020 r.)[85], Konkurs na plakat z okazji Jubileuszu 65-lecia Totalizatora Sportowego (2021 r.)[86]
- Archiwum Leona Urbańskiego[87] 2021 r.: Lena Mitkowa razem z Leszkiem Bielskim[88] uratowali przed zniszczeniem część kolekcji wybitnego polskiego grafika i typografa. Lena Mitkowa opracowała wirtualną kolekcję zdigitalizowanych prac. STGU jest w posiadaniu materiałów przekazanych przez rodzinę artysty. Są to m.in. grafiki, projekty typografii i projekty, które nie były nigdzie wcześniej eksponowane, a mają ogromną wartość edukacyjną i kulturalną. Głównym celem projektu było opisanie zbioru zgodnie z kluczem opracowanym przez kuratorów oraz udostępnienie jego części szerokiej publiczności w jakości pozwalającej na zapoznanie się z materiałami oraz na ich reprodukcję. Zbiory uzupełnione o komentarz kuratorski – Andrzeja Tomaszewskiego – są udostępnione online bezpłatnie[potrzebny przypis].

## Publikacje
1. „Bona Nova”, 2017 r., projekt digitalizacji kroju Bona zaprojektowanego w 1971 r. przez Andrzeja Heidricha.
2. „Projekt Roku 2017/18”, katalog towarzyszący gali rozdania nagród Projekt Roku 2017/18.
3. „100 Lat!”[89], 2018 r., wywiady z dwunastoma wybitnymi projektantami graficznymi związanymi z warszawską Akademią Sztuk Pięknych – Janem Bokiewiczem, Henrykiem Chylińskim, Wojciechem Freudenreich, Andrzejem Heidrich, Lechem Majewskim, Piotrem Młodożeńcem, Rosławem Szaybo, Karolem Śliwką, Jerzym Treutlerem, Andrzejem Tomaszewskim, Mieczysławem Wasilewskim, Stanisławem Wieczorkiem.
4. „Brygada 1918”[90], 2018 r., cyfrowy projekt rewitalizacyjny kroju pisma „Brygada” powstałego najprawdopodobniej około 1928 roku, na 10-lecie niepodległości Polski.
5. „Projekt Roku 2018/19”, katalog towarzyszący gali rozdania nagród Projektu Roku 2018/2019.
6. „123 polskie plakaty, które warto znać”[91], 2019 r., celem tego projektu była próba wyodrębnienia umownie 123 najciekawszych polskich plakatów powstałych w latach 1945–2000. Publikacja przygotowana do wystawy inauguracyjnej European Design Awards.
7. „Title Goes Here”[92], 2019 r., katalog z wystawy prezentującej kroje pisma stworzone przez twórców młodego pokolenia związanych z warszawską Akademią Sztuk Pięknych.
8. „Projekt Roku 2019/20”, publikacja towarzysząca gali rozdania nagród Projektu Roku 2019/2020.
9. „Projekt Roku 2020/21”, publikacja towarzysząca gali rozdania nagród Projektu Roku 2020/2021.
10. „Projekt Roku 2021/22”, publikacja towarzysząca gali rozdania nagród Projektu Roku 2021/2022.
11. „Projekt Roku 2022/23”, publikacja towarzysząca gali rozdania nagród Projektu Roku 2022/2023.
12. „Projekt Roku 2023/24”, publikacja towarzysząca gali rozdania nagród Projektu Roku 2023/2024.